# 新谷明弘 (実業家)
新谷 明弘（あらや あきひろ、1955年（昭和30年）2月9日 - ）は、日本の実業家。秋田銀行代表取締役頭取や取締役会長を歴任した。秋田県南秋田郡五城目町出身。

## 略歴
- 1973年（昭和48年） - 秋田県立秋田高等学校卒業[1]。
- 1977年（昭和52年） - 東北大学経済学部卒業後、株式会社秋田銀行入行。
- 2005年（平成15年）
  - 6月 - 執行役員本店営業部長。
- 2007年（平成17年）
  - 6月 - 取締役執行役員経営企画部長兼広報室長。
- 2010年（平成22年）
  - 4月 - 取締役執行役員経営企画部長兼広報室長兼コンプライアンス統括部長
  - 5月 - 常務取締役経営企画部長兼広報室長兼コンプライアンス統括部長。
  - 6月 - 常務取締役経営企画部長兼広報室長
- 2011年（平成23年） - 常務取締役事務本部長。
- 2013年（平成25年） - 代表取締役専務。
- 2016年（平成28年） - 代表取締役副頭取。
- 2017年（平成29年） - 代表取締役頭取[2]。
- 2024年（令和6年）- 取締役会長[3]。
- 2025年（令和7年）- 相談役[4]。